# Барбатовачка река
Барбатовачка река је лева притока реке Топлице, у коју се улив код села Тулара. Дужина јој је 34 km, површина слива 129 km², а пресечни проток на ушћу је 0,7 m³/s. Извире на источним падинама Копаоника. Слив јој је у великој мери без шуме, што је чини правом бујицом. У летњим месецима у доњем току често се дешава да пресуши.